# Wettersatellit
Ein Wettersatellit ist ein Erdbeobachtungssatellit, der der Beobachtung meteorologischer Vorgänge dient, also physikalischer und chemischer Vorgänge in der Atmosphäre der Erde. Insbesondere in Gebieten, in denen keine Beobachtung vor Ort möglich bzw. sehr teuer ist (z. B. Ozeane), sind Daten von Wettersatelliten unverzichtbar. Mit der Auswertung und Nutzung von Wettersatelliten befasst sich ein Teilgebiet der Meteorologie, die Satellitenmeteorologie. Sie nutzt die Daten vor allem für die Wettervorhersage und die Klimatologie, die beiden bekanntesten Teilgebiete der Meteorologie. 

## Geschichte der meteorologischen Erdbeobachtung
- 1960: Erste Fernsehkamera auf dem Satelliten Tiros in der Erdumlaufbahn.
- 1966: Erste Daten der ESSA-Satelliten können vom Deutschen Wetterdienst empfangen werden.
- 1970: Die NASA startet den ersten Satelliten der NOAA-Serie.
- 1975: Der erste Satellit vom GOES-Typ (NASA) wird gestartet, auch die Sowjetunion bringt mehrere meteorologische Satelliten ins All.
- 1977: Der erste Satellit der Meteosat-Reihe wird von der ESA in eine Umlaufbahn um die Erde gebracht.

## Geostationäre Wettersatelliten
Geostationäre Satelliten fliegen auf einer Höhe von 35.800 km über dem Äquator. Da sie sich mit derselben Winkelgeschwindigkeit um die Erde drehen wie die Erde um sich selbst dreht ("Erdrotation"), stehen sie an einem festen Punkt über der Erde. Die Meteosat-Satelliten müssen zusätzlich noch um ihre eigene Achse rotieren, um sich zu stabilisieren.
Geostationäre Satelliten haben den Vorteil einer hohen zeitlichen Auflösung; man erhält ca. alle 5 bis 30 Minuten ein neues Bild und kann somit die zeitliche Entwicklung von Wettersystemen gut beurteilen. Ein großer Vorteil liegt auch darin, dass bei jeder Aufnahme derselbe Bildausschnitt erfasst wird. Man kann Satellitenfilme erstellen, so genannte Loops; diese zeigen das vom Satelliten Aufgezeichnete im Zeitraffer. Sämtliche auch aus den Medien bekannte (Wetter-)Satellitenfilme stammen von geostationären Satelliten. Die räumliche Auflösung liegt im Kilometerbereich (ca. 1 bis 5 km im Subsatellitenpunkt, also im Punkt der Erdoberfläche senkrecht unter dem Satelliten). 
Ein geostationärer Satellit sieht etwa 2/5 der Erdoberfläche. Rechnerisch kann man also mit drei Satelliten die Erde fast vollständig beobachten. 
Zu allen vier Bildrändern hin wird die Auflösung immer schlechter (am oberen Bildrand sieht man die Arktis; am unteren die Antarktis), weil dort keine senkrechte Aufsicht durch den Satelliten mehr möglich ist.
Anfang 2017 waren unter anderem folgende geostationären Satelliten im Einsatz:
- zwei Meteosat-Satelliten von EUMETSAT (Meteosat-9 bei 0° westlicher Länge und Meteosat-7 bei 57° östlicher Länge)
- drei GOES Satelliten der amerikanischen Wetterbehörde NOAA (GOES-13 bei 75°, GOES-14 bei 105° und GOES-15 bei 135°)
- ein dritter Satellit der Meteosat Reihe (Meteosat-8) arbeitet im 'Rapid Scan Service' (RSS) bei 9.5° östlicher Länge und dient auch als Reserve für Meteosat-9
- daneben sind auch Satelliten des japanischen MSAS, der chinesischen Fengyun und die indischen Insat Baureihe für meteorologische Zwecke im Einsatz

- der GOES-16, ein 2016 in Betrieb genommener Satellit, beobachtet mit einer hochauflösenden Kamera das Wetter.[1]

## Polarumlaufende Wettersatelliten

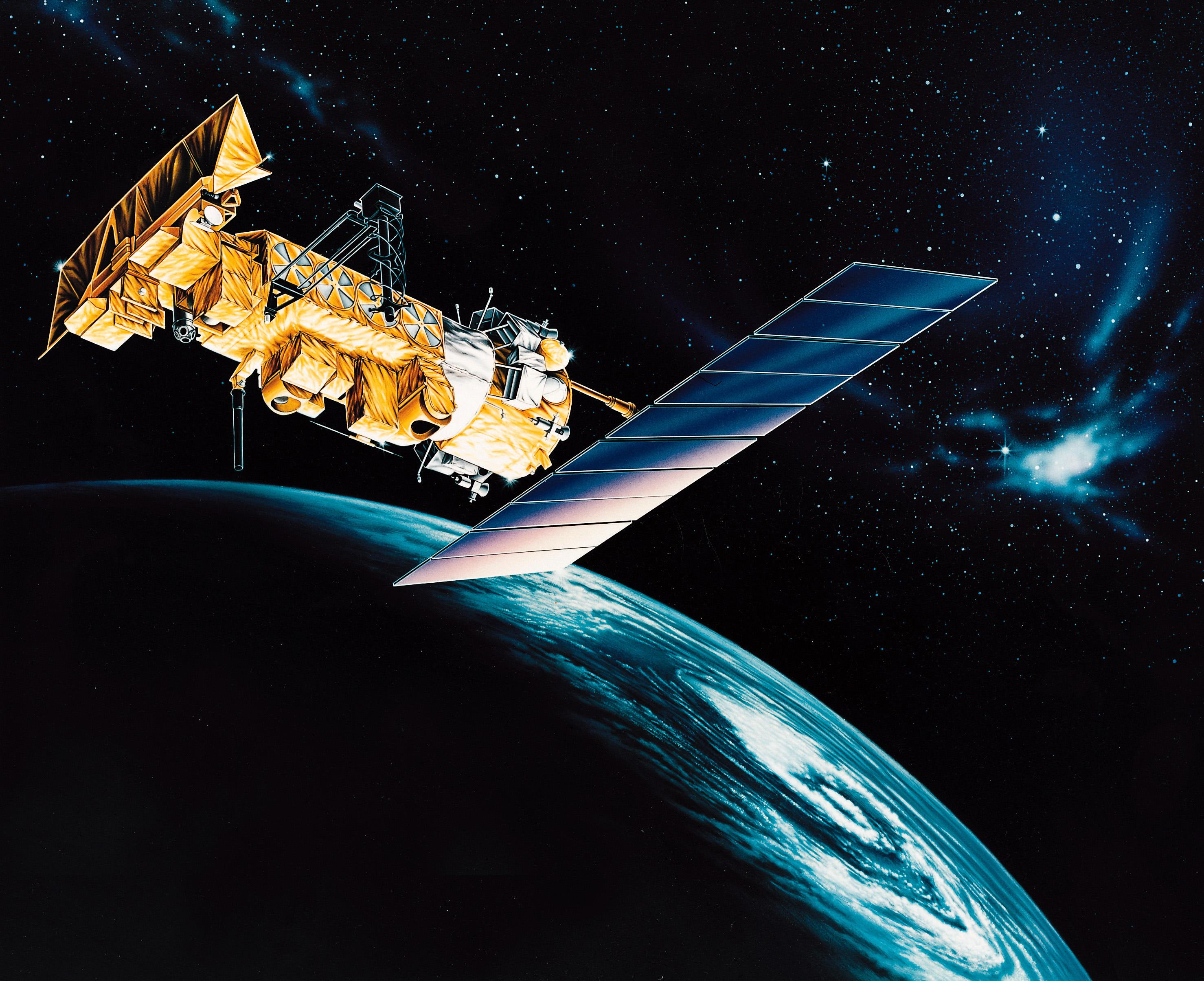
NOAA-M

Polarumlaufende Wettersatelliten fliegen auf einer polaren, sonnensynchronen Bahn in ca. 800 km Höhe (siehe auch sonnensynchroner Orbit, SSO). Ein Umlauf dauert etwa 100 Minuten. Somit wird die Erdoberfläche in 12 Stunden einmal komplett abgetastet. Dem Nachteil der geringen Bildwiederholfrequenz steht der Vorteil der guten räumlichen Auflösung (100 bis 1000 m, auch im Bereich der Erdpole) gegenüber.

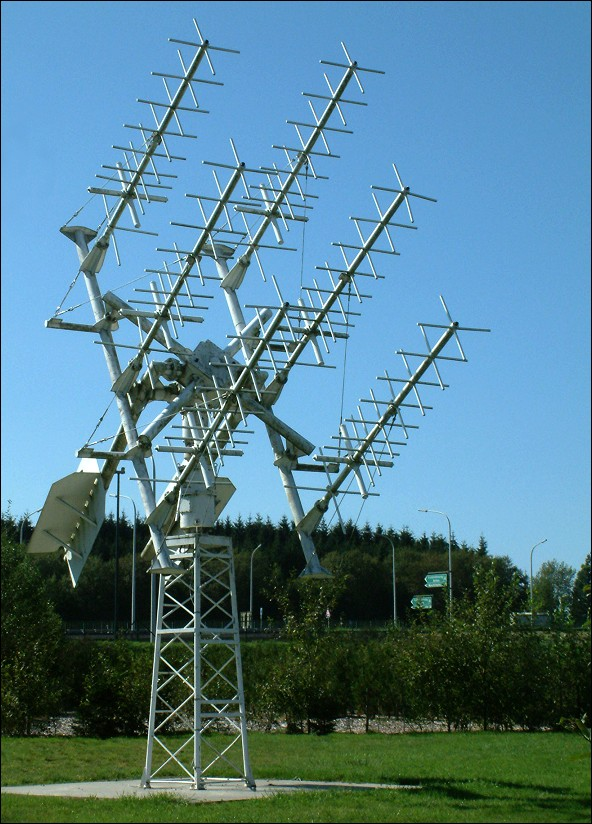
Empfangssystem für polar umlaufende Wettersatelliten im 137-MHz-Bereich "Rohde & Schwarz"- Drehstand (Baujahr ca. 1965)

Zusammen mit den geostationären Satelliten kann die Erde damit lückenlos beobachtet werden.
Polarumlaufende Wettersatelliten werden von EUMETSAT (MetOp-Satelliten), den USA (NOAA-Typ), China (Fengyun) und Russland (Meteor) betrieben.

## Aufgaben von Wettersatelliten
- Analyse der aktuellen Wetterlage (synoptische Meteorologie), besonders auch in nicht oder nur schwer zugänglichen oder dünn bevölkerten Gebieten, damit Meteorologen eine genaue Übersicht über das wetterwirksame Geschehen erhalten (also u. a. Druckgebiete und Wolkenformen); also muss die räumliche Auflösung der Bilder hinreichend groß sein bei kleiner zeitlicher Auflösung.
- Verwendung als Eingabe in Wettervorhersagemodellen (Assimilation) und Überprüfung der Genauigkeit von Wettervorhersagen
- Ermittlung von vertikalen Gradienten verschiedener Größen, beispielsweise der Temperatur, vor allem über Ozeanen und anderen Arealen ohne bzw. mit wenig Bodenmessungen
- auch Atmosphärenforschung (Meteorologie, Klimatologie, Aerologie), weil dafür immer weniger Gelder für eigene Systeme zur Verfügung stehen

## Funktionsweise und Datenauswertung
Wettersatelliten tragen als Nutzlast bildaufnehmende Sensoren (Radiometer). Diese messen die
Strahlung in verschiedenen Spektralbändern (den Kanälen), hauptsächlich im sichtbaren und infraroten Bereich, gelegentlich auch im Mikrowellenbereich. Zur richtigen Interpretation der Daten muss man die Strahlungsgesetze der Physik anwenden. Im infraroten Bereich strahlt die Erde mit einer Durchschnittstemperatur von 15 Grad Celsius. 
Die meisten Wettersatelliten können auch die elektromagnetische Strahlung der Erdoberfläche und der Erdatmosphäre messen. Wird die Strahlung nur detektiert, spricht man von passiven Instrumenten, im Gegensatz zu aktiven Instrumenten, bei denen Radar- oder Laserstrahlen ausgesendet werden und das reflektierte Signal gemessen wird.
Der sichtbare (solare) Kanal des Wettersatelliten (abgekürzt mit Vis für engl. visible) misst ausschließlich die von Erde und Atmosphäre reflektierte Sonneneinstrahlung. Da Wolken aus Wassertropfen besonders stark reflektieren, erscheinen sie in den Vis-Kanälen sehr hell, im Gegensatz zu Wolken aus Eiskristallen, die im nahen Infrarot am stärksten absorbieren und daher in diesen Kanälen dunkel erscheinen. Somit können die verschiedenen Wolkenarten unterschieden werden. Aus der Kombination der Daten aus den verschiedenen Infrarot-Kanälen kann man auf die verschiedenen vertikalen Wolkenschichten schließen. Aus Wolkenverlagerungen in aufeinander folgenden Bildern kann die Windrichtung bestimmt werden.
Da das Reflexionsvermögen der Erdoberfläche vom jeweiligen Bodentyp (der so genannten Albedo) abhängt, kann der Untergrund durch den Vergleich der Spektren verschiedener Vis-Kanäle identifiziert werden, besonders gut funktioniert die Unterscheidung bei den verschiedenen Vegetationen, was in der neueren Meteosat-Generation (MSG) zum Einsatz kommt. Sind keine störenden Wolken vorhanden, kann man mittels der Schwarzkörperstrahlung die Temperatur des Bodens oder der Meeresoberfläche bestimmen, was ebenfalls wichtig für die Erstellung von Wettervorhersagen ist.
Da von Satelliten ausgesandte Sendeenergie an Wasserwellen gestreut werden und es somit aufgrund des Dopplereffekts zu einer Änderung der Frequenz des Echosignals kommt, können mit Wettersatelliten auch Wellenbewegungen gemessen werden. Eine weitere Möglichkeit ist, mittels langwelliger Radargeräte die Größe der Wellen frequenzabhängig durch die Bragg-Streuung zu messen.
Die Wettervorhersage für den Kürzestfristbereich (ein bis drei Stunden), das so genannte Nowcasting, wird direkt aus den Satellitenbildern gewonnen. Für weitergehende Vorhersagen wird eine Zeitreihe aus zeitlich nacheinander aufgenommenen Bildern erstellt und die Entwicklung in die Zukunft ausgeweitet. Da das Nowcasting deutlich sichere Vorhersagen macht, muss das Netz an Daten für eine sichere Prognose sehr engmaschig sein, weswegen man dafür die hochauflösenden Wettersatelliten verwendet.
Weiterhin sind Einrichtungen zur Kommunikation an Bord der Wettersatelliten, z. B. zum Empfang von Wettermeldungen von automatischen Wetterstationen und zur Ausstrahlung der aufgenommenen Satellitenbilder (Wetterfunkdienst über Satelliten).